# گورنگی دوبیچ
گورنگی دوبیچ (به صربی: Gornji Dubič) یک منطقهٔ مسکونی در صربستان است که در ترستنیک واقع شده‌است. گورنگی دوبیچ ۱۰۹ نفر جمعیت دارد.